# بيتر بايرز
بيتر بايرز (Peter Byers) لاعب كرة قدم أنتيغوي من مواليد 20 أكتوبر 1984. 

## وصلات خارجية
- بيتر بايرز على موقع الاتحاد الدولي (مؤرشف)  (الإنجليزية)
- بيتر بايرز على موقع قاعدة بيانات كرة القدم.إي يو (الإنجليزية)
- بيتر بايرز على موقع ناشيونال فوتبول تيمز (الإنجليزية)